# قاسم أباد (كوير آران)
قاسم أباد (بالفارسية: قاسم‌آباد) هي قرية تقع في إيران في Kavir Rural District. يقدر عدد سكانها بـ 554 نسمة .